# Eugen Graber
Eugen Graber (* 4. Oktober 1944 in Bad Fredeburg) ist ein deutscher Politiker (CSU).

## Leben
Graber besuchte die Volksschule in Großdingharting und machte das Abitur am Humanistischen Theresien-Gymnasium in München. Er studierte Rechts- und Staatswissenschaften an den Universitäten München, Freiburg im Breisgau und Regensburg und arbeitete nach dem Ablegen beider juristischer Staatsprüfungen als Rechtsanwalt. 1975 wurde er Dezernent in der Verwaltung des Versorgungsamtes Bayreuth, 1978 wechselte er ins Versorgungsamt Regensburg (seit 2005 Zentrum Bayern Familie und Soziales (ZBFS)).
Graber trat 1965 in die CSU und 1967 in die Junge Union ein. Er war Mitglied im Bezirksvorstand der CSU Oberpfalz. Von 1972 bis 1978 war er Gemeinderat und zweiter Bürgermeister der Gemeinde Nittendorf; außerdem war er Mitglied im Kreistag des Landkreises Regensburg, wo er auch stellvertretender CSU-Fraktionsvorsitzender war.
Am 12. Juli 1978 rückte er für den ausgeschiedenen Hans Wagner in den 8. Bayerischen Landtag nach, dem er aber nur drei Monate angehörte, bis zum Ende der Wahlperiode.
Nach der Landtagswahl am 15. Oktober 1978 endete in Bayern die Ära Alfons Goppel und die Ära Franz Josef Strauß begann.